# Rundfunkjahr 1932

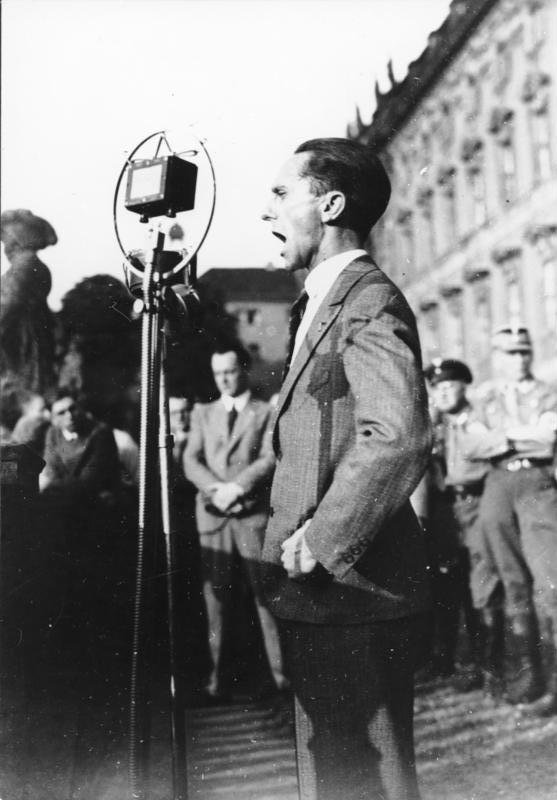
Goebbels-Rede im Berliner Lustgarten (Juli 1932)

Liste der Rundfunkjahre

◄◄ | ◄ | 1928 | 1929 | 1930 | 1931 | Rundfunkjahr 1932 | 1933 | 1934 | 1935 | 1936 | ► | ►►

Weitere Ereignisse

## Allgemein
- Errichtung des Senders Ismaning.
- Johnny Weissmüller verkörpert zum ersten Mal den Urwaldmenschen Tarzan.
- 6. August – Der Kölner Oberbürgermeister Konrad Adenauer eröffnet die erste öffentliche Autobahn in Deutschland, die heutige Bundesautobahn 555, zwischen Köln und Bonn.

## Hörfunk
- 1. März – NBC und CBS berichten live aus Hopewell, New Jersey von der Entführung des Sohnes von Charles Lindbergh.
- 14. März – Im Rahmen einer mehrteiligen Radiosendung erklärt der britische Ökonom John Maynard Keynes, dass der Staat eine aktive Rolle einnehmen müsse. Die Weltwirtschaftskrise zeige, dass das bestehende, vom Staat unbeeinflusst wirkende, marktwirtschaftliche System versagt habe.
- 2. Mai – Auf NBC Blue Network (einer Hörfunkkette der NBC) ist die erste Folge von The Jack Benny Programm zu hören. Die beliebte Comedysendung bleibt bis 1955 im Hörfunkprogramm der NBC (wechselt aber zeitweise auf CBS) und macht den Entertainer und Schauspieler Jack Benny in den USA zu einer landesweit bekannten Radiopersönlichkeit.
- 7. Oktober – Ein „Radioferngespräch“ mit dem Flugpionier Wolfgang von Gronau zwischen Berlin und Batavia wird als „Rundfunkinterview“ direkt übertragen. Es ist das erste live übertragene Telefon-Interview im deutschen Rundfunk.[1][2]
- 7. November – Auf CBS Radio ist zum ersten Mal The World in 2432 zu hören. Darin taucht der bereits zuvor aus Comicstrips bekannte Science-Fiction-Held Buck Rogers zum ersten Mal im Hörfunk auf.
- 19. Dezember – Der BBC Empire Service (Vorläufer des BBC World Service) nimmt seinen Betrieb auf.
- 25. Dezember – Der britische König Georg V. hält in einer Sendung des BBC Empire Service die erste Weihnachtsansprache.

## Geboren
- 15. Januar – Barbara Coudenhove-Kalergi, österreichische Hörfunkjournalistin, wird in Prag geboren.
- 14. Februar – Alexander Kluge, deutscher Filmemacher und Fernsehproduzent (dctp), wird in Halberstadt geboren.
- 05. April – Guido Neumann, deutscher Jurist und Fernsehrichter (Streit um drei), wird in Wieda geboren († 2009).
- 27. April – Casey Kasem, US-amerikanischer Hörfunkmoderator (American Top 40), wird in Detroit, Bundesstaat Michigan geboren († 2014).
- 11. Juni – Klaus Gmeiner, österreichischer Hörfunk- und Theaterregisseur, wird in Bregenz geboren († 2024).
- 31. Juli – Ted Cassidy, US-amerikanischer Schauspieler (‚Lurch‘ in Addams Family), wird als Theodore Crawford Cassidy in Pittsburgh geboren († 1979).
- 25. August – Alexander Arnz, deutscher Fernsehregisseur, wird in Rheydt geboren († 2004).
- 17. November – Hartmut Reck, deutscher Schauspieler und Fernsehdarsteller (Tatort, Die Männer vom K3), wird in Berlin geboren († 2001).
- 20. Dezember – John Hillerman, US-amerikanischer Schauspieler (‚Jonathan Quayle Higgins‘ in der Fernsehserie Magnum, 1980–1988), wird in Denison (Texas) geboren († 2017).

## Gestorben
- 22. Juli – Hans Mühlhofer, deutscher Schauspieler, Hörspielsprecher und Rezitator stirbt 54-jährig in seiner Geburtsstadt Berlin.